# Erythrodiplax luteofrons
Erythrodiplax luteofrons is een libellensoort uit de familie van de korenbouten (Libellulidae), onderorde echte libellen (Anisoptera).
De wetenschappelijke naam Erythrodiplax luteofrons is voor het eerst geldig gepubliceerd in 1956 door Santos.